# 習志野警察署
習志野警察署（ならしのけいさつしょ）は、千葉県警察が管轄する警察署の一つである。署長は警視。
署内には交通機動隊習志野分班が置かれている。

## 所在地
- 千葉県習志野市鷺沼台2丁目4番1号

## 管轄区域
- 習志野市

## 庁舎概要
- 敷地面積：6,006.96m²
- 延床面積：4,853.66m²
- 構造/規模：RC造一部S造、地上4階
- 1階：署長室、警務課、交通課、地域課、相談室、交通機動隊習志野分駐隊
- 2階：会計課、会議室、警務課分室、被害者相談室
- 3階：刑事課、生活安全課、道場、小会議室
- 4階：機械室

## 沿革
- 1954年10月1日 - 千葉警察署（現：千葉中央警察署）より分離新設。習志野市及び千葉郡八千代町を管轄区域とする。
- 1980年10月1日 - 八千代警察署の設置に伴い八千代市を管轄から分離し警察官幹部派出所も廃止。
- 2002年（平成14年）9月16日：習志野市泉町2-1-45から現在地へ庁舎を移転。

## 交番
- 秋津交番（習志野市秋津3丁目6番4号）
- 京成大久保駅前交番（習志野市本大久保5丁目1番5号）
- 京成津田沼駅前交番（習志野市津田沼5丁目12番11号）
- 袖ヶ浦交番（習志野市袖ヶ浦3丁目5番7号）
- 津田沼駅前交番（習志野市谷津7丁目8番25号）
- 藤崎交番（習志野市藤崎2丁目19番13号）
- 実籾交番（習志野市東習志野2丁目1番2号）
- 谷津交番（習志野市谷津4丁目6番22号）